# Idade de consentimento
A idade de consentimento é a idade em que uma pessoa é considerada legalmente competente para decidir participar em actos sexuais e é, portanto, a idade mínima em que, outra pessoa acima ou na idade de consentimento está autorizada a praticar actos sexuais com ela. A idade é definida pelo Estado através de leis. O elemento distintivo das leis da idade de consentimento é que a pessoa abaixo da idade mínima é considerada uma vítima, e seu parceiro sexual um agressor.
A variante semântica "maioridade sexual" (do francês "majorité sexuelle") indica a idade a partir da qual o indivíduo tem, juridicamente, autonomia completa sobre sua vida sexual, e não necessariamente coincide com a idade de consentimento. A idade de consentimento não se confunde com a idade da maioridade penal, a idade da maioridade civil, a idade mínima para casar ou a emancipação de menores. Em algumas jurisdições, como acontecia em Portugal até 2007, a idade de consentimento pode ser diferente para actos heterossexuais e actos homossexuais.

## Casamento

Idade de consentimento para o sexo heterossexual no mundo
– puberdade
– 12
– 13
– 14
– 15
– 16
– 17
– 18
– 19
– 20
– 21+
– varia por estado/província/região/território
– devem ser casados
– não há lei
– sem dados/outro

Em algumas jurisdições, quando a idade mínima para casar é inferior à idade de consentimento, ela tem prevalência sobre esta última. Em outras, palavras, nestes países, a idade de consentimento acaba não tendo efeito prático se o suposto agressor se casa com a suposta vítima. Em alguns países, principalmente nos muçulmanos, não existe qualquer idade de consentimento, porém legalmente o casamento é pré-condição para o sexo, sendo portanto ilegal qualquer forma de sexo fora do casamento.

## Prostituição
Geralmente, a idade a partir da qual a pessoa pode se prostituir (quando isto é uma atividade legal) coincide com a idade da maioridade civil, e não com a idade de consentimento.

## História e atitudes sociais
Nas sociedades tradicionais, a idade de consentimento para uma união sexual era uma questão para a família decidir ou um costume tribal. Na maioria dos casos, isso coincidiu com sinais de puberdade, menstruação para indivíduos femininos e pelos pubianos para indivíduos masculinos.  O antigo poeta grego Hesíodo na sua obra Os Trabalhos e os Dias (700 a.C.) sugere que um homem deve casar em torno de trinta anos e que ele deve tomar uma esposa que estiver na idade de cinco anos depois da puberdade.
A primeira lei de idade de consentimento registrada data de 1275 na Inglaterra; Como parte de suas disposições sobre estupro, o Estatuto de Westminster 1275 tornou um delito menor desflorar uma "donzela dentro de idade", com ou sem o seu consentimento. A frase "dentro da idade" foi mais tarde interpretada pelo jurista Sir Edward Coke como significando a idade do casamento, que na época era 12 anos de idade.
As colônias americanas seguiram a tradição inglesa, da qual a lei era mais um guia. Por exemplo, Mary Hathaway (Virgínia, 1689) tinha apenas 9 anos quando se casou com William Williams. Sir Edward Coke (Inglaterra, século XVII) "deixou claro que o casamento de meninas com menos de 12 anos era normal e a idade em que uma menina seria um esposa elegível para receber um dote de propriedade de seu marido era de 9, apesar de seu marido ter apenas quatro anos de idade".
No século XVI, um pequeno número de estados italianos e alemães estabeleceu a idade mínima para a relação sexual de moças, fixando-o em 12 anos. No final do século XVIII, outros países europeus também começaram a promulgar leis semelhantes. A primeira constituição francesa de 1791 estabeleceu a idade mínima aos 11 anos. Portugal, Espanha, Dinamarca e cantões suíços fixaram inicialmente a idade mínima de 10 a 12 anos.

### Reformas no século XIX e XX
Uma mudança geral nas atitudes sociais e jurídicas em relação às questões de sexo ocorreu durante a era moderna. A postura quanto à idade apropriada para que moças consentissem em se engajar em atividades sexuais tendeu a aproximá-la da idade adulta. Enquanto as idades de 10 a 13 eram tipicamente consideradas aceitáveis para o consentimento sexual em países ocidentais em meados do século XIX, no final daquele século, uma mudança de atitudes em relação à sexualidade e infância resultou no aumento da idade de consentimento.
A lei comum inglesa tinha tradicionalmente fixado a idade do consentimento dentro da escala de 10 a 12, mas em 1875 a idade foi aumentada a 13. As primeiras feministas do movimento da pureza social, tais como Josephine Butler e outras, que contribuíram para assegurar a revogação dos Actos de Doenças Contagiosas, começaram a se voltar para o problema da prostituição infantil no final da década de 1870. As revelações sensacionais da media sobre o flagelo da prostituição infantil na Londres na década de 1880, então, causaram indignação entre as respeitáveis classes médias, levando à pressão para a idade de consentimento de ser elevada novamente.
O jornalista investigativo William Thomas Stead da Gazette Mall Pall foi fundamental para expor o problema da prostituição infantil no submundo de Londres através de um acrobacia publicitária. Em 1885 ele "comprou" uma vítima, Eliza Armstrong, a filha de 13 anos de um limpa-chaminés, por cinco libras e levou-a para um bordel onde ela foi drogada. Em seguida, publicou uma série de quatro exposições intitulada The Maiden Tribute of Modern Babylon, que chocou seus leitores com contos de prostituição infantil e o rapto, aquisição e venda de jovens virgens inglesas para "palácios de prazer". O "Maiden Tribute" foi uma sensação instantânea com o público leitor e a sociedade vitoriana foi lançada em um tumulto sobre a prostituição. Temeroso de tumultos em escala nacional, o Ministro do Interior, Sir William Harcourt, pediu em vão a Stead para cessar a publicação dos artigos. Uma grande variedade de grupos de reforma realizaram reuniões de protesto e marcharam juntos para Hyde Park exigindo que a idade de consentimento fosse aumentada. O governo foi forçado a propor a Lei de Alteração do Direito Penal de 1885, que aumentou a idade de consentimento para 16 e restringiu a prostituição.
Nos Estados Unidos, até a década de 1880 a maioria dos Estados dos Estados Unidos estabeleceu a idade mínima de 10-12 anos (em Delaware era 7 em 1895).  Inspiradas nos artigos de "Tribute Maiden", reformadoras nos Estados Unidos iniciaram sua própria campanha, que pediu aos legisladores que elevassem a idade mínima legal para pelo menos 16 anos, com o objetivo final de elevar a idade para 18 anos. A campanha foi bem sucedida, com quase todos os estados aumentando a idade mínima para 16-18 anos em 1920.
Na França, em Portugal, na Dinamarca e nos cantões suíços e noutros países, a idade mínima foi aumentada para entre 13 e 16 anos nas décadas seguintes. Embora os argumentos originais para a elevação da idade de consentimento basearem-se na moralidade, desde então a raison d'être das leis mudou para o bem-estar da criança e um chamado direito à infância ou inocência.
Na França, de acordo com o Código Napoleônico, a idade de consentimento foi fixada em 1832 em 11, e aumentou para 13 em 1863. Foi aumentado para 15 em 1945.
Na Espanha, foi definido em 1822 na "idade puberdade", e mudou para 12 em 1870, que foi mantido até 1999, quando se tornou 13, em 2015 foi elevado a 16.

## Idade de Consentimento no Brasil e em Portugal

### Brasil
A idade do consentimento no Brasil é de 14 anos, conforme o novo artigo 217-A do código penal, modificado pela lei nº 12.015/2009, artigo 3º. O artigo 217-A do Código Penal define como "estupro de vulnerável" o ato de "ter conjunção carnal ou praticar outro ato libidinoso com menor de 14 anos, com pena de reclusão de 8 a 15 anos, independentemente de ter havido violência real." Ou seja, se um menor de 14 anos praticar algum ato sexual, presume-se legalmente a violência sexual, ainda que tenha realizado o ato por livre e espontânea vontade.
No caso específico do sexo decorrente de "assédio sexual" praticado por superior hierárquico, mesmo se houver o consentimento, a idade mínima legal para o sexo será de 18 anos, conforme o novo § 2º do artigo 216-A do Código Penal, introduzido pela lei nº 12.015/2009. Neste caso, o crime de assédio se caracteriza pela existência de “constrangimento” para “obter vantagem ou favorecimento sexual”, praticado em virtude da “condição de superior hierárquico ou ascendência inerentes ao exercício de emprego, cargo ou função” (art. 216-A). Possíveis exemplos incluem o assédio praticado na relação professor-aluno, médico-paciente, psicólogo-paciente, chefe-subordinado, etc.

### Portugal
De acordo com o Código Penal:
Artigo 171.º
Abuso sexual de crianças
1 - Quem praticar acto sexual de relevo com ou em menor de 14 anos, ou o levar a praticá-lo com outra pessoa, é punido com pena de prisão de um a oito anos.
2 - Se o acto sexual de relevo consistir em cópula, coito anal, coito oral ou introdução vaginal ou anal de partes do corpo ou objectos, o agente é punido com pena de prisão de três a dez anos.
3 - Quem:
a) Importunar menor de 14 anos, praticando acto previsto no artigo 170.º; ou
b) Actuar sobre menor de 14 anos, por meio de conversa, escrito, espectáculo ou objecto pornográficos;
c) Aliciar menor de 14 anos a assistir a abusos sexuais ou a atividades sexuais;
é punido com pena de prisão até três anos.
4 - Quem praticar os actos descritos no número anterior com intenção lucrativa é punido com pena de prisão de seis meses a cinco anos.
5 - A tentativa é punível.
Artigo 172.º
Abuso sexual de menores dependentes ou em situação particularmente vulnerável
1 - Quem praticar ou levar a praticar ato descrito nos n.os 1 ou 2 do artigo anterior, relativamente a menor entre 14 e 18 anos:
a) Em relação ao qual exerça responsabilidades parentais ou que lhe tenha sido confiado para educação ou assistência; ou
b) Abusando de uma posição de manifesta confiança, de autoridade ou de influência sobre o menor; ou
c) Abusando de outra situação de particular vulnerabilidade do menor, nomeadamente por razões de saúde ou deficiência; é punido com pena de prisão de 1 a 8 anos.
2 - Quem praticar acto descrito nas alíneas do n.º 3 do artigo anterior, relativamente a menor compreendido no número anterior deste artigo e nas condições aí descritas, é punido com pena de prisão até um ano.
3 - Quem praticar os atos descritos no número anterior com intenção lucrativa é punido com pena de prisão até 5 anos.
4 - A tentativa é punível.
A idade de consentimento é de 14 anos, embora qualquer acto sexual de um adulto (idade igual ou maior de 18 anos) com um menor entre os 14 e os 16 anos possa ser punido se realizado "abusando da (...) inexperiência" do menor, de acordo com o Artigo 173.º do Código Penal.
Artigo 173.º
Actos sexuais com adolescentes
1 — Quem, sendo maior, praticar acto sexual de relevo com menor entre 14 e 16 anos, ou levar a que ele seja por este praticado com outrem, abusando da sua inexperiência, é punido com pena de prisão até 2 anos.
2 — Se o acto sexual de relevo consistir em cópula, coito oral, coito anal ou introdução vaginal ou anal de partes do corpo ou objectos, o agente é punido com pena de prisão até 3 anos.
3 — A tentativa também é punível.
Ou seja, é legal a prática mutuamente consentida de actos sexuais entre parceiros adolescentes maiores de 14 e menores de 18 anos; é legal a prática mutuamente consentida de actos sexuais entre um adulto (=>18 anos) e um menor entre 14 e 16 anos, desde que não haja abuso da inexperiência do menor (p.e. um relacionamento mutuamente consentido entre um adulto e um maior de 14 anos desde que com conhecimento e autorização dos pais do menor); é legal a prática de actos sexuais consentidos entre adolescente com idade a partir de 16 anos e um adulto.

#### Casamento
Segundo o Artigo 1612.º (Autorização dos pais ou do tutor) do Código Civil:
1 - A autorização para o casamento de menor de dezoito anos e maior de dezasseis deve ser concedida pelos progenitores que exerçam o poder paternal, ou pelo tutor.
2 - Pode o conservador do registo civil suprir a autorização a que se refere o número anterior se razões ponderosas justificarem a celebração do casamento e o menor tiver suficiente maturidade física e psíquica.

#### História
O Código Penal de 1852 fixou a idade de consentimento nos 12 anos.
Em relação à homossexualidade, os códigos penais de 1852 e 1886, nos seus artigos 390º e 391º, penalizavam-na tacitamente sob a menção de "ultraje público ao pudor" ou "atentado ao pudor". A Lei de 20 de Julho de 1912, do Governo da República, penalizou com prisão correccional de um mês a um ano (artigo 3º) todo "aquele que se entregar à prática de vícios contra a natureza" (nº 1 do artigo 3º), equiparando, além disso, esses "praticantes" a vadios em caso de segunda reincidência, podendo incorrer numa pena de três meses a seis anos de internamento. Em 1936 e 1954, o Estado Novo, reformulou as medidas de segurança a aplicar aos homossexuais. Só a partir do Código Penal de 1982 (em vigor a partir de 1 de Janeiro de 1983), foi descriminalizada a homossexualidade, sendo que a idade de consentimento foi fixada nos 16 anos para actos homossexuais. Em 1995, foi aprovado um novo Código Penal, mantendo a idade de consentimento dos actos heterossexuais nos 14 anos, e nos 16 anos para os actos homossexuais.
Até 15 de setembro de 2007 a idade de consentimento, em Portugal, era de 14 anos para actos heterossexuais e de 16 anos para actos homossexuais, como especificado no Código Penal Português, respectivamente nos artigos 174 e 175. O artigo 175 estabelecia que quem praticasse actos homossexuais de relevo (judicialmente esta expressão pode ser aplicada a um simples beijo, embora tal não fosse a norma) com indivíduos menores de 16 anos, ou incitasse outras pessoas a fazê-lo, estava sujeito à pena de até dois anos de prisão, ou multa. O artigo 174 aplicava-se em quem tivesse sexo oral, anal ou vaginal com indivíduos menores de 16 anos abusando da sua inexperiência, independentemente do sexo dos intervenientes. O facto de haver um tratamento diferenciado (um aplica-se a "actos de relevo" o "outro a sexo oral, anal ou vaginal", um aplica-se apenas "com abuso de inexperiência"), além da idade, sobre as duas situações levou a ser considerado inconstitucional em 2005.